# Jordan Robertson
Jordan Robertson (Sheffield, 12 febbraio 1988) è un ex calciatore inglese, di ruolo attaccante.

## Carriera
Ha giocato nella massima serie scozzese e rumena.